# TSG Sprockhövel
TSG Sprockhövel, officieel Turn und Sportgemeinschaft 1881 Sprockhövel is een Duitse voetbalclub uit Sprockhövel, een plaats in de deelstaat Noordrijn-Westfalen, gelegen in de Ennepe-Ruhr Kreis. De club werd opgericht in 1881 en biedt ook onderdak aan andere sporten, zoals badminton, basketbal, turnen, handbal, zwemmen, tafeltennis, tennis en volleybal. Dankzij de derde plaats in de Oberliga (seizoen 2015/16) wist TSG Sprockhövel promotie af te dwingen naar de Regionalliga West, omdat de nummer twee SpVgg Erkenschwick daar vanaf moest zien. Na één seizoen degradeerde de club.

## Eindklasseringen vanaf 1995
| Seizoen | Competitie                     | Niveau | Eindstand | DFB Pokal | Opmerking                                                                      |
| ------- | ------------------------------ | ------ | --------- | --------- | ------------------------------------------------------------------------------ |
| 1994/95 | Bezirksliga Westfalen          | VII    | 2         | --        |                                                                                |
| 1995/96 | Bezirksliga Westfalen          | VII    | 1         | --        |                                                                                |
| 1996/97 | Landesliga Westfalen-1         | VI     | 1         | --        |                                                                                |
| 1997/98 | Verbandsliga Westfalen Südwest | V      | 9         | --        |                                                                                |
| 1998/99 | Verbandsliga Westfalen Südwest | V      | 9         | --        |                                                                                |
| 1999/00 | Verbandsliga Westfalen Südwest | V      | 1         | --        |                                                                                |
| 2000/01 | Oberliga Westfalen             | IV     | 16        | --        |                                                                                |
| 2001/02 | Verbandsliga Westfalen Südwest | V      | 1         | --        |                                                                                |
| 2002/03 | Oberliga Westfalen             | IV     | 15        | --        |                                                                                |
| 2003/04 | Oberliga Westfalen             | IV     | 16        | --        |                                                                                |
| 2004/05 | Oberliga Westfalen             | IV     | 16        | --        |                                                                                |
| 2005/06 | Verbandsliga Westfalen Südwest | V      | 3         | --        |                                                                                |
| 2006/07 | Verbandsliga Westfalen Südwest | V      | 1         | --        |                                                                                |
| 2007/08 | Oberliga Westfalen             | IV     | 18        | --        |                                                                                |
| 2008/09 | Westfalenliga-2                | VI     | 1         | --        | invoering 3. Liga                                                              |
| 2009/10 | NRW-Liga                       | V      | 19        | --        |                                                                                |
| 2010/11 | Westfalenliga-2                | VI     | 2         | --        |                                                                                |
| 2011/12 | Westfalenliga-2                | VI     | 5         | --        |                                                                                |
| 2012/13 | Oberliga Westfalen             | V      | 10        | --        |                                                                                |
| 2013/14 | Oberliga Westfalen             | V      | 11        | --        |                                                                                |
| 2014/15 | Oberliga Westfalen             | V      | 14        | --        |                                                                                |
| 2015/16 | Oberliga Westfalen             | V      | 3         | --        | Nummer 2 SpVgg Erkenschwick had geen licentie voor de regionalliga aangevraagd |
| 2016/17 | Regionalliga West              | IV     | 17        | --        |                                                                                |
| 2017/18 | Oberliga Westfalen             | V      | 10        | --        |                                                                                |
| 2018/19 | Oberliga Westfalen             | V      | 4         | --        |                                                                                |
| 2019/20 | Oberliga Westfalen             | V      | 15        | --        | competitie afgebroken i.v.m. coronapandemie.                                   |
| 2020/21 | Oberliga Westfalen             | V      | --        | --        | competitie afgebroken i.v.m. coronapandemie. Er wordt geen stand opgemaakt.    |
| 2021/22 | Oberliga Westfalen             | V      | 13        | --        |                                                                                |
| 2022/23 | Oberliga Westfalen             | V      | 15        | --        |                                                                                |
| 2023/24 | Oberliga Westfalen             | V      | 18        | --        |                                                                                |
| 2024/25 | Westfalenliga-St. 2            | VI     | 1         | --        |                                                                                |
| 2025/26 | Oberliga Westfalen             | V      | .         | --        |                                                                                |